# Famille von Behr
Ne doit pas être confondu avec la famille belgo-néerlandaise De Behr (nl).
Pour les articles homonymes, voir Behr.
La famille von Behr est une famille de la noblesse immémoriale allemande originaire du Harz et de Basse-Saxe. Son nom vient du mot Bären qui signifie ours en allemand. Le premier membre de cette famille à avoir été mentionné dans un document est Hermann von Behr (1105-1167) qui était à la tête du chapitre de la cathédrale de Halberstadt et qui en fut plus tard l'archidiacre.

## Historique

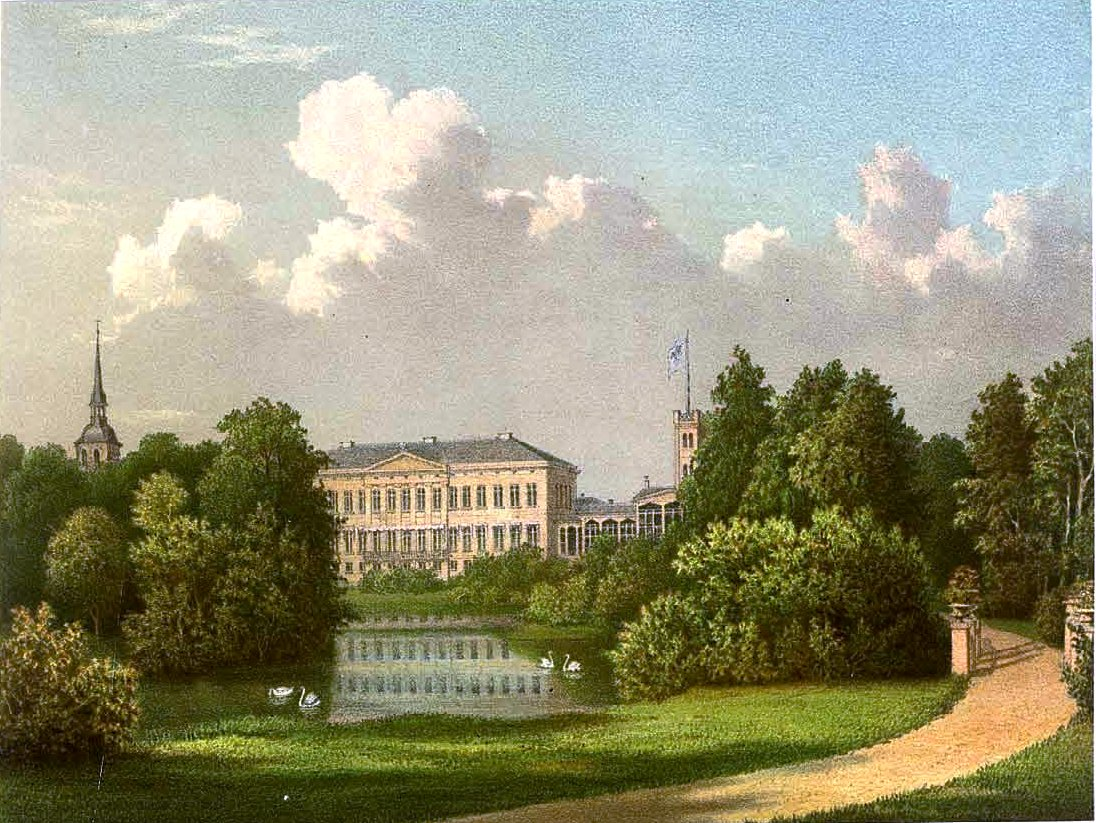
Château de Semlow au milieu du XIXe siècle (recueil de la collection d'Alexander Duncker)

La famille fait remonter ses origines au seigneur guelfe Hugold (1148-1162), frère de l'évêque Hermann de Verden (de) (1110-1167), et bailli-chevalier du château d'Hermannsburg, près de Hanovre, mais d'autres sources évoquent plutôt le château d'Ampfurth. À la fin du XIIe siècle, Eberhard Bere se met au service d'Henri le Lion et de ses fils et entre dans la chevalerie de Lunebourg. La famille von Behr s'établit au XIIIe siècle au Mecklembourg et en Poméranie se divisant en plusieurs branches. De la branche restée en Basse-Saxe, Diedrich von Behr s'établit en Courlande vers 1550. Il devient bailli d'Ösel et seigneur de nombreux domaines.
Karl-August von Behr fonde la branche des Behr-Negendank au XVIIIe siècle. L'Empire russe reconnaît son titre de baron en 1853 et en 1862 dans la noblesse du gouvernement de Courlande, dans les futurs états baltes, puis de Russie. À la même époque Ulrich von Behr-Negendank accède au titre de comte. À la fin du XIXe siècle une association familiale est fondée pour les différentes branches et renouvelée en 1953.

## Armes

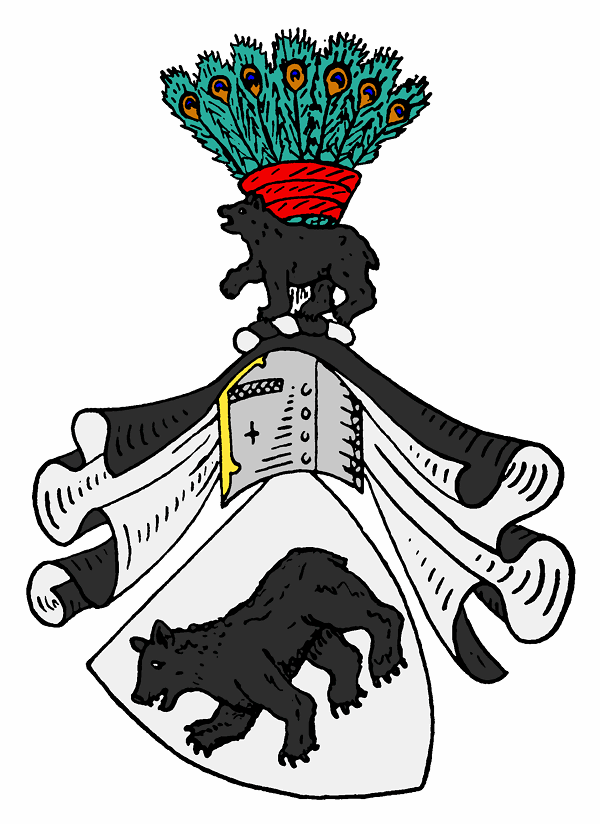
Blason de la branche de Basse-Saxe et de Courlande
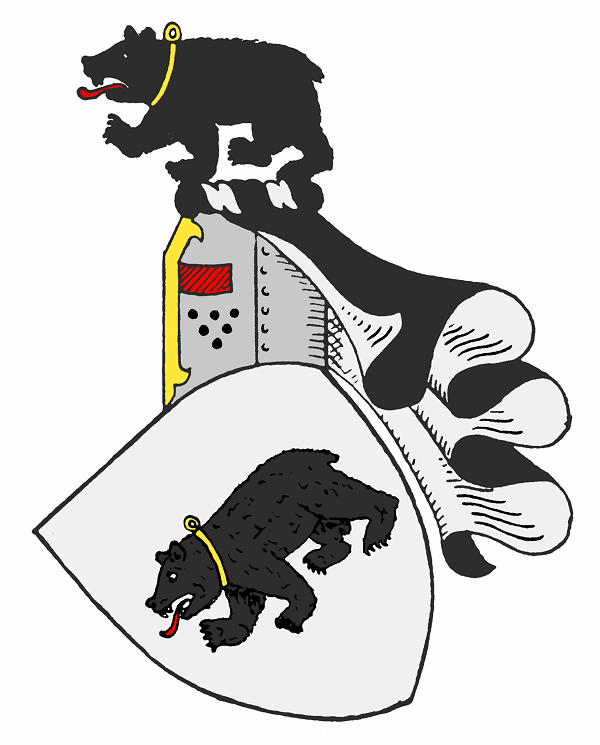
Blason de la branche mecklembourgeoise
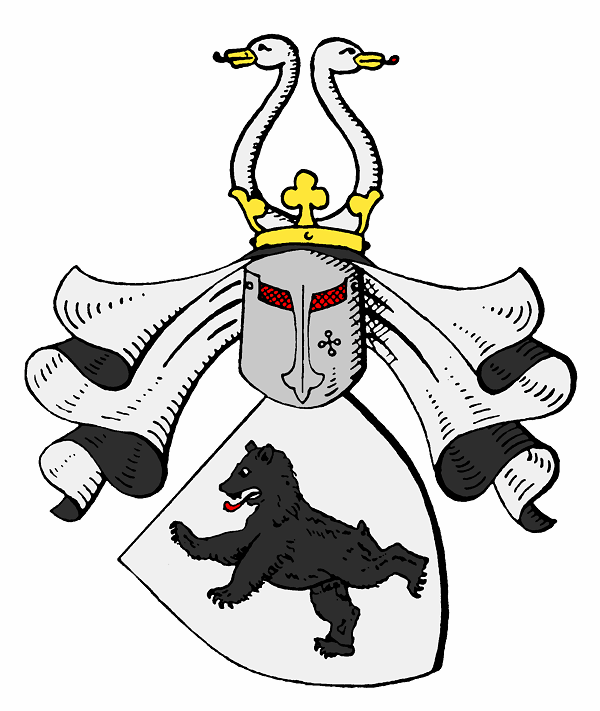
Blason de la branche poméranienne
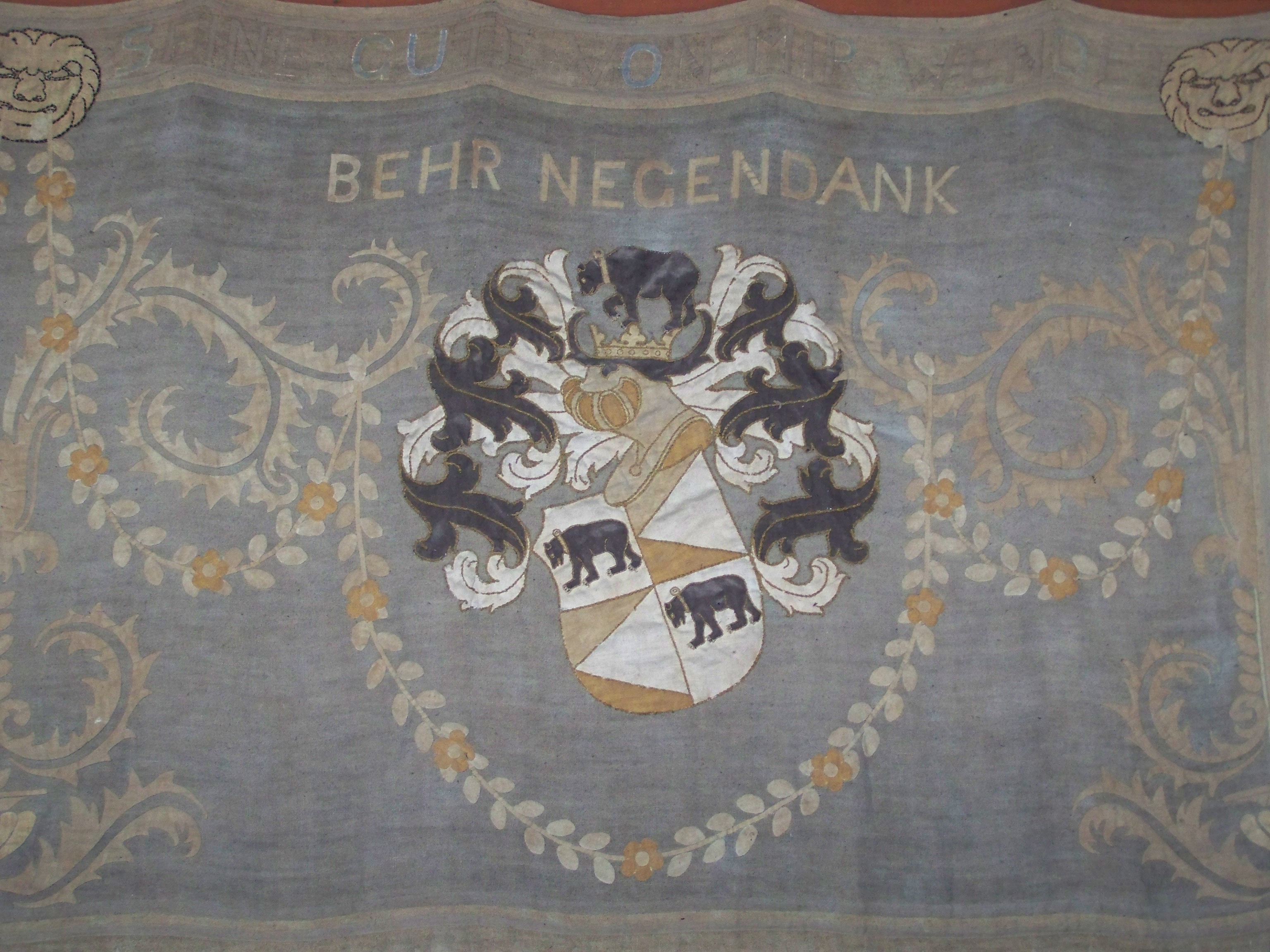
Armoiries des Behr-Negendank dans l'église de Brandshagen
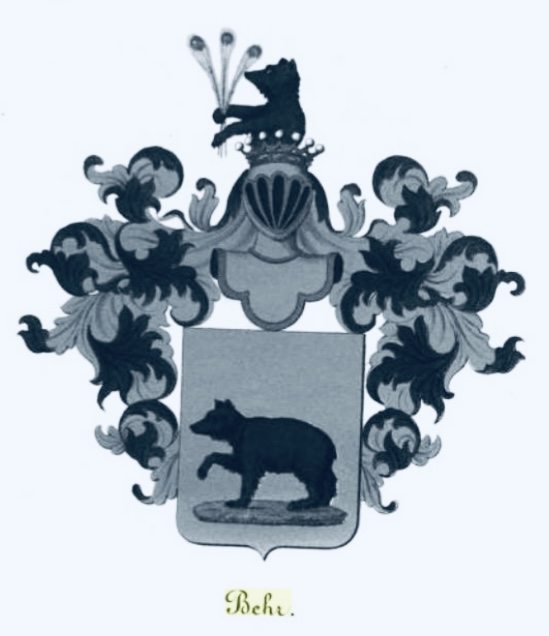
Armoiries des Behr en Belgique

## Personnalités

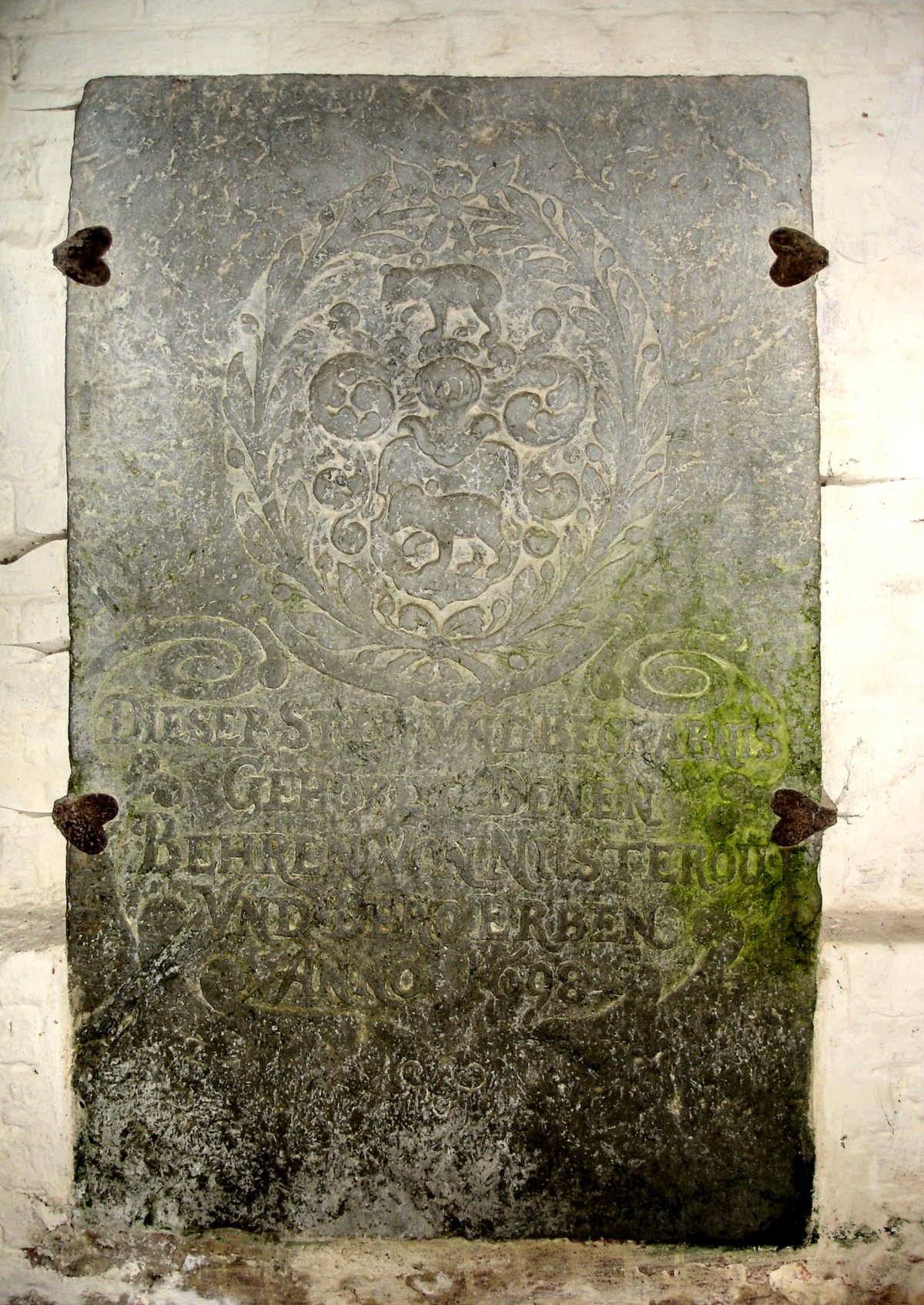
Pierre tombale avec le blason des Behr à l'église de Basse

- Cord von Behr (de Greese), seigneur laïc de l'ancienne abbaye de Dobbertin, devenue protestante (1653-1659). Sa pierre tombale est visible à l'ouest de l'édifice
- Anna Sophia von Behr (née von Zülow) (1642-1705), abbesse protestante (Domina) de Dobbertin
- Burchard Christian von Behr (de) (1714-1771), conseiller de la haute-chambre d'appel, ministre de l'électorat de Brunswick-Lunebourg, curateur de l'université de Göttingen
- Carl von Behr-Negendank (de) (1791-1827), député du parlement provincial de Poméranie (de)
- François Jean Désiré de Behr diplomate, premier ambassadeur de Belgique aux USA et ministre plénipotentiaire auprès du roi de Belgique
- Baron Ottmar von Behr (1810-1856), chercheur d'or aux États-Unis, météorologue et explorateur
- Friedrich von Behr (de) (1821-1892), homme politique prussien, propriétaire des domaines de Schmoldow et Vargatz
- Comte Ulrich von Behr-Negendank (1826-1902), homme politique prussien et haut président de la province de Poméranie, élevé au titre de comte prussien en 1861
- Carl von Behr (de) (1835-1906), député du Reichstag
- Carl von Behr (de) (1865-1933), membre de la chambre des seigneurs de Prusse et administrateur de l'arrondissement de Greifswald (de)
- Hugold von Behr-Bandelin (de) (1866-1943), diplomate allemand
- Max von Behr (de) (1879-1951), général allemand
- Baron Kurt von Behr (de) (1890-1945), président de la Croix-Rouge allemande
- Sophie von Behr-Negendank, dite Sophie Behr (1935-2015), journaliste et femme de lettres

## Domaines

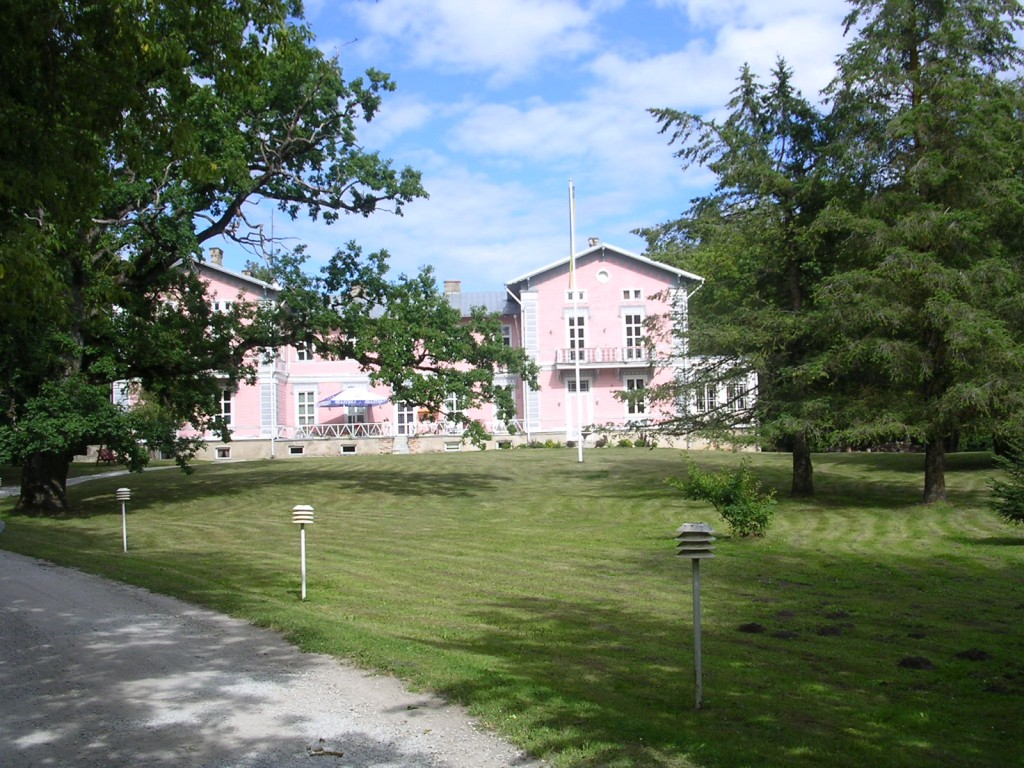
Manoir de Tolks

- Château de Semlow, en possession jusqu'en 1945
- Domaine de Tolks (aujourd'hui Kohala (en)) dans le gouvernement d'Estonie
- Domaine de Töllist (aujourd'hui Tõlluste) dans l'actuelle Estonie
- Manoir d'Ubbia (aujourd'hui Ubja) dans le gouvernement d'Estonie
- Domaine de Edwahlen (aujourd'hui Ēdole) dans l'actuelle Lettonie

## Pour approfondir